# 間崎 (弥富市)
間崎（かんざき）は、愛知県弥富市の地名。

## 地理

### 交通
- 愛知県道462号大藤永和停車場線
- 愛知県道105号富島津島線

## 歴史

### 沿革
- 1809年（文化6年） - 開発される[1]。尾張国海西郡間崎新田[1]。尾張藩領佐屋代官所支配[1]。
- 1889年（明治22年） - 大藤村大字間崎新田となる[1]。
- 1906年（明治39年） - 鍋田村大字間崎新田となる[1]。
- 1937年（昭和12年） - 鍋田村大字間崎となる[1]。
- 1955年（昭和30年） - 弥富町大字間崎となる[1]。
- 1971年（昭和46年） - 一部が大藤・栄南となる[1]。
- 2006年（平成18年）4月1日 - 海部郡弥富町大字間崎が合併により、弥富市間崎となる[WEB 5]。

### WEB
1. ↑  “愛知県弥富市の町丁・字一覧”.   人口統計ラボ. 2022年12月12日閲覧。
2. ↑  “読み仮名データの促音・拗音を小書きで表記するもの(zip形式) 愛知県” (zip).   日本郵便 (2024年2月29日). 2024年3月26日閲覧。
3. ↑  “市外局番の一覧” (PDF).   総務省 (2022年3月1日). 2022年3月22日閲覧。
4. ↑  “ナンバープレートについて”.   一般社団法人愛知県自動車会議所. 2024年1月21日閲覧。
5. ↑  “愛知県弥富市の郵便番号一覧”.   日本郵便. 2022年12月12日閲覧。

### 書籍
1. 1 2 3 4 5 6 7 8  「角川日本地名大辞典」編纂委員会 1989, p. 458.